# مسجد فاضل (لندن)
مسجد فاضل، (بالإنجليزية: Fadel mosque)‏، يقع في ضواحي جنوب غربي لندن، المملكة المتحدة، وهو يعرف أيضا باسم مسجد لندن، بنته الشركة الهندسية المعمارية «توماس هيتش موسن وأولاده». يتميز بالبساطة والتناسق ويضم قاعة واحدة للصلاة.